# Centro Ben Gabirol
El Centro de Recepción de Visitantes Ben Gabirol es un edificio localizado en un torreón mudéjar restaurado en la antigua judería del centro histórico de la ciudad andaluza de Málaga, España.
Este inmueble se encuentra en el número 70 de la Calle Granada que une la Plaza de la Constitución con la Plaza de la Merced, muy cerca de otros edificios de interés como el palacete del número 61, la Iglesia de Santiago y la Bodega El Pimpi.

## Historia
Se trata de una casa-torre del siglo XVII construida en ladrillo con elementos mudéjarizantes que conserva restos de pintura mural. Su superficie construida es de 130 metros cuadrados.
En 2008 concluyó su restauración por parte del Ayuntamiento de Málaga y dirigido por el arquitecto Iñaki Pérez de la Fuente, siendo aislada de las edificaciones contiguas y reforzada su estructura para evitar su derrumbe. El edificio es utilizado como un centro de recepción de visitantes y oficina de información turística; así como un centro de interpretación de la Judería de Málaga y la figura del filósofo y poeta judeo-andalusí Salomón Ben Gabirol o Avicebrón.
Junto a este edificio se está reformando la Plaza de la Judería (hasta entonces conocida como Plaza de la Nieve) que comunicará las calles Granada y Alcazabilla, donde se encuentran monumentos como el teatro romano, la entrada principal a la alcazaba y el Museo Picasso Málaga. En esta plaza se construirá una sinagoga y un museo sefardí, este último se espera para finales de 2023.